# Miloslav Machálek
Miloslav Machálek (* 20. července 1961, Uherské Hradiště) je český fotbalový trenér. Jeho posledním angažmá byla Zbrojovka Brno v 1. české lize.